# Setabis pythia
Setabis pythia är en fjärilsart som beskrevs av William Chapman Hewitson 1853. Setabis pythia ingår i släktet Setabis och familjen Riodinidae. Inga underarter finns listade i Catalogue of Life.

## Bildgalleri

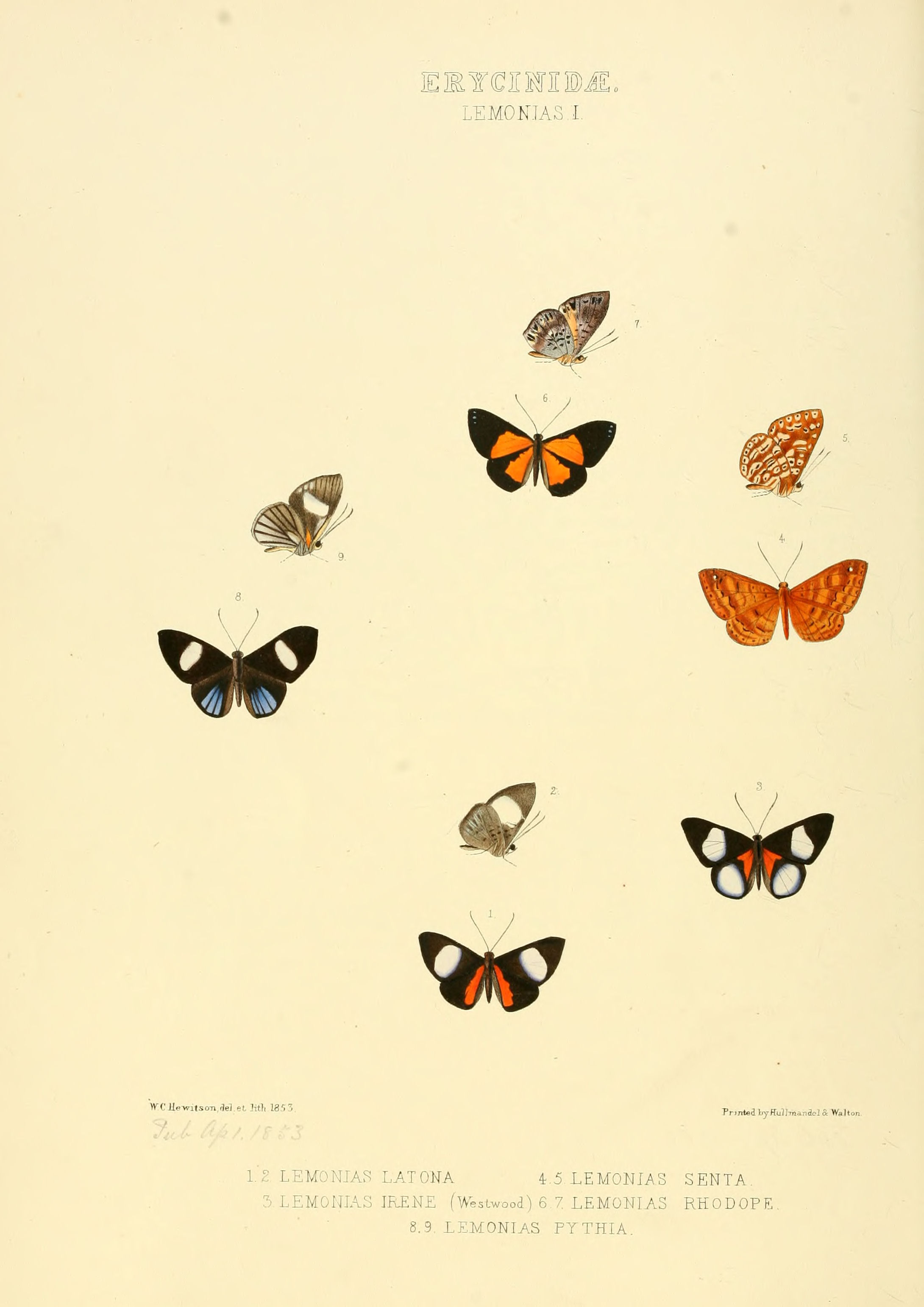